# Kurt Mørkøre
Kurt Mørkøre (ur. 20 lutego 1969) – farerski piłkarz grający na pozycji pomocnika lub napastnika oraz trener piłkarski. Od 2011 trener IL Averøykameratene.
Jest starszym bratem innego zawodnika z Wysp Owczych, Allana Mørkøre.

## Kariera klubowa
Kurt Mørkøre swoją karierę piłkarską rozpoczął w 1986 w KÍ Klaksvík. W 1988 przeszedł na jeden sezon do LÍF Leirvík. W 1989 wrócił do swojego macierzystego klubu. W 1990 sięgnął po Puchar Wysp Owczych, a w 1991 po mistrzostwo kraju. W 1995 przeniósł się do innego klubu z Wysp Owczych, B68 Toftir. Następnie przeniósł się do grającego w 4. lidze norweskiej Skarbøvik IF. Wrócił do swojego kraju, a w 1999 zdobył z KÍ Klaksvík mistrzostwo oraz puchar kraju. W 1988 i 1996 został najlepszym strzelcem ligi. W 2007 zakończył karierę zawodniczą.

## Kariera reprezentacyjna
Kurt Mørkøre zadebiutował w reprezentacji Wysp Owczych w 1988 w meczu przeciwko Islandii. Pierwszego gola zdobył w 1990 w meczu towarzyskim również przeciwko Islandii. W sumie w reprezentacji rozegrał 37 meczów i zdobył 3 gole.

## Kariera trenerska
Jeszcze przed zakończeniem kariery zawodniczej rozpoczął pracę jako trener. W 2002 był trenerem KÍ Klaksvík (jednocześnie będąc w tym klubie zawodnikiem), w 2007 był trenerem B36 Tórshavn. Po zakończeniu kariery, w latach 2008–2010 pełnił funkcję szkoleniowca klubu Elnesvågen/Omegn. Od 2011 jest trenerem IL Averøykameratene.